# Список экорегионов Мьянмы
Ниже приведён список экорегионов в Мьянме (страна ранее также известна как Бирма).

## Тропические и субтропические влажные широколиственные леса
Тропические и субтропические влажные широколиственные леса:
- Горные леса Чинских и Араканских гор (Индия, Мьянма)
- Пресноводные заболоченные леса Иравади (Мьянма)
- Влажные лиственные леса Иравади (Мьянма)
- Кая-Каренские горные тропические леса (Мьянма, Таиланд)
- Дождевые леса Мизорама-Манипура-Качина (Бангладеш, Индия, Мьянма)
- Прибрежные тропические леса Мьянмы (Мьянма)
- Северно-Индокитайские субтропические леса (Китай, Лаос, Бирма, Таиланд, Вьетнам)
- Субтропические леса Северного треугольника (Бирма)
- Полу-вечнозеленые тропические леса Тенассерима-Южного Таиланда (Малайзия, Бирма, Таиланд)

## Другие леса
- Тропические и субтропические сухие широколиственные леса
  - Сухие леса Иравади (Бирма)
- Тропические и субтропические хвойные леса
  - Сосновые леса Северо-Восточной Индии и Мьянмы (Индия, Мьянма)
- Лес умеренной зоны
  - Леса умеренного пояса Северного треугольника (Бирма)
  - Альпийские хвойные и смешанные леса Нуцзяна и ущелья Лангтанг (Китай, Бирма)

## Альпийские луга
Альпийские луга:
- Восточногималайские альпийские луга и кустарники (Бутан, Индия, Китай, Бирма, Непал)

## Пресноводные экорегионы
Пресноводные экорегионы:
- Озеро Инле (Бирма)[3]
- Меконг (Бирма, Лаос, Камбоджа, Таиланд, Вьетнам)
- Салуин (Бирма, Таиланд)

## Морские экорегионы
Морские экорегионы:
- Андаманское море

## Мангры
- Мангровое побережье Мьянмы[источник не указан 2640 дней]